# Robbert Kemperman
Robbert Kemperman (Nijmegen, 24 juni 1990) is Nederlands hockeyinternational. Zijn positie in het veld is middenvelder. Hij speelde meerdere interlands voor de Nederlandse mannenploeg.
Kemperman begon op 5-jarige leeftijd met hockey bij RKHV Union in Nijmegen. In 2005 begon hij met spelen voor hoofdklasser HC 's-Hertogenbosch. Vanaf 2010 is hij gaan spelen voor Rot-Weiss Köln in Duitsland. Sinds het seizoen 2012-2013 speelt Kemperman voor Kampong uit Utrecht.
Hij debuteerde voor Oranje onder trainer Roelant Oltmans in maart 2008, tijdens een oefeninterland tegen Zwitserland in Uithoorn. Zijn eerste officiële cap speelde hij mei 2008 op 17-jarige leeftijd in China in een officiële interland in een pre-olympisch 4-landentoernooi. Hiermee was hij Nederlands jongste mannelijke hockeyinternational ooit. Kemperman speelde tot dusver (mei 2009) meer dan 100 officiële interlands, waarbij hij één doelpunt scoorde in de finale van de Punjab Gold Cup in India.
Hij nam deel aan de Olympische Spelen van 2016, waar hij met het Nederlands team een 4e plaats behaalde.
Sinds een aantal jaar draagt Robbert Kemperman de bijnaam Mr. Backhand vanwege zijn "dodelijke" backhand waarmee hij al diverse malen scoorde op grote toernooien.
Eind 2021 maakte Kemperman bekend na 10 seizoenen bij Kampong te hebben gespeeld de overstap naar Amsterdam (AH&BC) te maken in 2022. Tevens maakte hij bekend dat hij zou stoppen bij het Nederlands elftal.

## Onderscheidingen
- 2014 – Gouden Stick

Sander Baart · 
Billy Bakker · 
Marcel Balkestein · 
Floris Evers · 
Rogier Hofman · 
Robert van der Horst · 
Tim Jenniskens · 
Wouter Jolie · 
Robbert Kemperman · 
Teun de Nooijer · 
Jaap Stockmann · 
Valentin Verga · 
Klaas Vermeulen · 
Bob de Voogd · 
Mink van der Weerden · 
Roderick Weusthof · 
Sander de Wijn ·
Coach: Paul van Ass
Seve van Ass · 
Sander Baart · 
Billy Bakker · 
Jorrit Croon · 
Jeroen Hertzberger · 
Rogier Hofman · 
Robert van der Horst ·  
Robbert Kemperman · 
Mirco Pruyser · 
Glenn Schuurman · 
Jaap Stockmann · 
Hidde Turkstra · 
Valentin Verga · 
Bob de Voogd · 
Mink van der Weerden · 
Sander de Wijn ·
Coach: Max Caldas
Seve van Ass · 
Billy Bakker · 
Lars Balk · 
Pirmin Blaak · 
Thierry Brinkman · 
Jorrit Croon · 
Thijs van Dam · 
Jonas de Geus · 
Jeroen Hertzberger · 
Jip Janssen · 
Robbert Kemperman · 
Joep de Mol · 
Mirco Pruyser ·  
Glenn Schuurman · 
Mink van der Weerden · 
Sander de Wijn · 
Coach: Max Caldas